# Václav Skurovec
Václav Skurovec (3. listopadu 1937 – 7. února 2023) byl český profesor Ústavu logistiky a managementu dopravy na Fakultě dopravní ČVUT a specialista technologie a managementu v dopravě a telekomunikacích. Po rozdělení Československa se společně s profesorem Petrem Moosem podílel na založení Fakulty dopravní ČVUT v Praze. Byl také zakladatelem detašovaného pracoviště Fakulty dopravní ČVUT v Děčíně.

## Profesní životopis
Vzhledem k politickým postojům jeho rodiny mu nebyla umožněna studia na střední škole. Nastoupil nejprve na Střední odborné učiliště č. 16 ve Škodě Plzeň, kde vyučil se elektromontérem (1953–55). V roce 1959 odmaturoval na vyšší průmyslové škole elektrotechnické v Plzni a v letech 1959–64 vystudoval obor ekonomika a řízení energetiky na Fakultě elektrotechnické při ČVUT v Praze. V roce 1983 byl jmenován docentem v oboru ekonomiky a řízení investiční výstavby, v roce 1998 habilitoval na Fakultě dopravní v oboru technologie a management v dopravě a telekomunikacích. V roce 2000 byl jmenován profesorem technologie a managementu v dopravě a telekomunikacích na téže fakultě.
V roce 1993 po rozdělení Československa se společně s profesorem Petrem Moosem zasloužil o vznik Fakulty dopravní ČVUT v Praze. Původní dopravní fakulta ČVUT byla od školního roku 1960/61 přemístěna do Žiliny a změnila název na Vysoká škola dopravy a spojov. Založil a následně vedl katedru ekonomiky a managementu v dopravě a telekomunikacích Fakultě dopravní ČVUT. Po krátkém působení, v roce 1994 v Kreditní bance v Plzni, kde působil jako poradce generálního ředitele, se v roce 1995 vrátil na Fakultu dopravní ČVUT, kde zakládal pobočku fakulty v Děčíně s bakalářským studiem, působil jako proděkan pro pracoviště Děčín a od roku 1997 jako proděkan pro vnější vztahy a zahraniční styky. V roce 2000 zakládal a následně vedl katedru financování a ekonomie provozu.
Absolvoval řadu zahraničních pobytů (vč. stipendijních), např. Glasgow, Madrid, Rouen, Paříž, univerzitu a vysokoškolské pracoviště v oboru ve Spojených státech amerických.
Byl ženatý, měl tři děti, šest vnoučat a dvě pravnoučata.

## Publikace
Je autorem přes 120 publikací a oponovaných výzkumných zpráv, vysokoškolských učebních textů.

## Ocenění
- Cena rektora ČVUT za skriptum Řízení a ekonomika investiční výstavby I, 1981,
- cena rektora za skriptum Životní prostředí, 1986
- medaile Elektrotechnické fakulty ČVUT, 1987,
- medaile k 90. výročí založení Leningradského polytechnického institutu za dlouhodobou výzkumnou spolupráci, 1989,
- medaile ČVUT II. stupně, 1997;
- medaile prof. F. J. Gerstnera FD ČVUT, 2002[6]
- medaile Jana Pernera Dopravní fakulty Pardubice, 2003
- zlatá Felberova medaile. Uděluje se za významnou pedagogickou a vědeckou činnost spojenou s ČVUT, 2006[7].

## Člen
- Československý ústav zahraniční, Asociace dopravních inženýrů,
- představenstvo Dopravního podniku města Děčína, a.s.,
- předseda představenstva 1. Investičního fondu Živnostenské banky,
- předseda dozorčí rady spol. Pražská strojírna, a.s.,
- 1998 člen správní rady spol. České dráhy
- UJAK, člen vědecké rady